# ثوم أبيض الأزهار
ثوم أبيض الأزهار (الاسم العلمي: Allium albiflorum) هو نوع من النباتات يتبع جنس الثوم من الفصيلة النرجسية.